# Acorn Archimedes
Acorn Archimedes — сімейство персональних комп'ютерів, спроектованих фірмою Acorn Computers Ltd (Кембридж, Англія), які продавалися починаючи з другої половині 1980-х і до середини 1990-х років. Archimedes були першими мікро-ЕОМ, де Acorn використала свої власні процесори ARM (на той час «ARM» означало англ. Acorn RISC Machine). Архітектура ARM з часом стала однією з найпоширеніших у світі. Перша машина серії Archimedes вийшла на ринок у 1987 році.
32-розрядні RISC процесори фірми ARM (з 26-розрядною адресацією), що слугували основою Archimedes, при тактовій частоті 8 МГц показували швидкодію на рівні 4,5+ MIPS,. Така продуктивність була гігантським кроком уперед в порівнянні з 8-розрядними «домашніми комп'ютерами», що були популярні в той час (в тому числі і фірми Acorn). Звучали навіть твердження, що за результатами «деяких» тестів машина показує реальну швидкодію на рівні 18 MIPS і є «найшвидшою мікро-ЕОМ у світі».
Моделі комп'ютерів сімейства мали у назві або «Acorn», або «Archimedes» (але не обидва слова): наприклад, перша модель від BBC називалася «BBC Archimedes». Незважаючи на те, що комп'ютери сімейства Acorn Archimedes більше не виробляються, їх операційна система RISC OS може запускатися на сучасних комп'ютерах на основі процесорної архітектури ARM (таких, наприклад, як Raspberry Pi).[джерело?]

## Значення і вплив
Машини Archimedes були одними з найбільш потужних домашніх комп'ютерів 1980-1990-х років. Їх центральні процесори були швидшими, ніж Motorola 68000 (використовувалися у популярних  Commodore Amiga і Atari ST): 68000 з тактовою частотою 8 МГц мав середню швидкодію 1 MIPS (16-бітні застосунки, у випадку 32-бітних програм швидкодія знижувалася до 0,5 MIPS), з піковою швидкодією не більше MIPS.
Процесор ARM2 на тій самій частоті (8 МГц) показував 4,5 – 4, 8 MIPS при виконанні 32-розрядного коду, причому тести були надійні і повторювані.
Комп'ютер було показано на виставці Personal Computer World Show 1987-го року, разом з Amiga, Atari ST і деякими ігровими консолями. Журнал Crash так прокоментував машину: «незважаючи на вражаючу демонстрацію Archimedes, 8-розрядні домашні комп'ютери ще не вимерли».